# 베스프렘주

베스프렘 주의 위치

베스프렘주(헝가리어: Veszprém megye)는 헝가리 서부에 위치한 주로 주도는 베스프렘이며 면적은 4,613km2, 인구는 375,000명, 인구 밀도는 81명/km2이다. 1개 도시주(베스프렘)와 10개 구(어이커구, 벌러토널마디구, 벌러톤퓌레드구, 데베체르구, 파퍼구, 쉬메그구, 터폴처구, 바르펄로터구, 베스프렘구, 지르츠구), 14개 시, 202개 마을을 관할한다.
벌러톤호 북안과 접하고 있고 남서쪽으로는 절러 주, 서쪽으로는 버시 주, 북쪽으로는 죄르모숀쇼프론 주, 북동쪽으로는 코마롬에스테르곰 주, 동쪽으로는 페예르 주, 남동쪽으로는 쇼모지 주와 접한다.

주기
주 문장